# Portrait de Caspar von Köckeritz
Le Portrait de Caspar von Köckeritz est un tableau réalisé par le peintre allemand Lucas Cranach l'Ancien durant le deuxième quart du XVIe siècle. Cette peinture à l'huile sur bois de chêne est le portrait sur fond sombre de Caspar von Köckeritz, un proche de Martin Luther que l'on identifie par les détails de la bague à sa main gauche. Achetée au marchand Charles Sedelmeyer en 1893, l'œuvre est conservée au musée du Louvre, à Paris, en France.